# Joe Proctor
Joeseph Edward Proctor, född 10 augusti 1985 i Quincy i Massachusetts, är en amerikansk MMA-utövare som 2012–2017 tävlade i organisationen Ultimate Fighting Championship.